# فرانز ريتر فون إب
فرانز زافير ريتر فون إب، من عام 1916 ريتر فون إب، (16 أكتوبر 1868 - 31 يناير 1947)   كان جنرالًا وسياسيًا ألمانيًا بدأ مسيرته العسكرية في الجيش البافاري. أكسبته الخدمة العسكرية الناجحة في زمن الحرب لقب فارس في عام 1916. بعد نهاية الحرب العالمية الأولى وتفكك الإمبراطورية الألمانية، كان فون إيب ضابطًا قياديًا في فرايكوربس ورايخسفهر. كان عضواً في حزب الشعب البافاري، قبل انضمامه إلى الحزب النازي في عام 1928، عندما تم انتخابه كعضو في البرلمان الألماني أو الرايخستاغ، وهو المنصب الذي شغله حتى سقوط ألمانيا النازية. وكان الرايخسوميسار،

## سيرة شخصية

### مهنة عسكرية
ولد فرانز إب في ميونيخ في عام 186 ، وهو ابن الرسام رودولف إب وكاثرينا ستريبيل. أمضى سنواته الدراسية في أوغسبورغ وبعد ذلك انضم إلى الأكاديمية العسكرية في ميونيخ. عمل كمتطوع في شرق آسيا خلال ثورة الملاكمين في 1900–101، ثم أصبح قائد سرية في مستعمرة جنوب غرب إفريقيا الألمانية ( ناميبيا الآن)، حيث شارك في التطهير العرقي في ناميبيا.  خلال الحرب العالمية الأولى، عمل كضابط قائد لفوج المشاة الملكي البافاري في فرنسا وصربيا ورومانيا، وفي جبهة إيسونزو.
في خدمته الحربية، حصل إيب على العديد من الميداليات، وكانوسام الاستحقاق (29 مايو 1918) أكثرها أهمية. كان أيضًا فارسً، حيث صنع ريتر فون إب في 25 فبراير 1918، وحصل على وسام ماكس جوزيف العسكري (23 يونيو 1916).

## روابط خارجية
- فرانز ريتر فون إب على موقع IMDb (الإنجليزية)
- فرانز ريتر فون إب على موقع مونزينجر (الألمانية)
- فرانز ريتر فون إب على موقع قاعدة بيانات الفيلم (الإنجليزية)